# سقوبين
سقوبين هي بلدة سورية تقع في شمال غرب سوريا، وهي جزء من محافظة اللاذقية وتقع شمال اللاذقية. تشمل المناطق القريبة منها بكسا والقنجرة إلى الشمال، وستمرخو إلى الشمال الشرقي، وبرج القصب إلى الشمال الغربي. وفقا للمكتب المركزي للإحصاء في سوريا، بلغ عدد سكان سقوبين 6379 نسمة في تعداد عام 2004. سكانها في الغالب من العلويين.